# Risoba sticticata
Risoba sticticata är en fjärilsart som beskrevs av Louis Beethoven Prout 1924. Risoba sticticata ingår i släktet Risoba och familjen trågspinnare. Inga underarter finns listade.